# کونکریمز
کونکریمز (به فرانسوی: Concremiers) یک کمون در فرانسه است که در اندر واقع شده‌است. کونکریمز ۲۸٫۱۱ کیلومتر مربع مساحت و ۶۴۰ نفر جمعیت دارد و ۷۵ متر بالاتر از سطح دریا واقع شده‌است.